# KLM-vlucht 607-E
KLM-vlucht 607-E was een vlucht met een Lockheed Constellation met registratienummer PH-LKM, bekend onder de naam Hugo de Groot. Het toestel stortte op 14 augustus 1958 neer in de Atlantische Oceaan op 180 kilometer westelijk van Shannon in Ierland. Alle 99 inzittenden kwamen om, onder wie 6 leden van het Egyptische schermteam.

## Omstandigheden
Vlucht 607-E was om 3:05 uur GMT opgestegen van Shannon Airport voor de tweede etappe van een trans-Atlantische vlucht van Amsterdam naar New York met tussenstops in Shannon en Gander in Newfoundland. Het radiocontact met het vliegtuig werd verbroken om ongeveer 3:40 uur, waarna er een reddingsoperatie op touw werd gezet. Op ongeveer 180 km uit de kust bij Shannon werden wrakstukken van het toestel gevonden. Ook werden de lichamen van 34 van de personen aan boord gevonden. Omdat de diepte van de oceaan daar niet bekend was zijn er nooit pogingen ondernomen om de andere wrakstukken te bergen.
Doordat er weinig bewijsstukken gevonden werden was het voor Ierse en Nederlandse onderzoekers niet mogelijk de precieze oorzaak van het ongeluk te achterhalen. Er is gekeken naar de mogelijkheden van een bomaanslag, elektrische storing of een fout van de vlieger. Het meest waarschijnlijk werd geacht een catastrofale mechanische storing. Men ging ervan uit dat het ging om een te snel draaiende buitenpropeller door verstopping van de regelkleppen van de olieleidingen door metaaldeeltjes, die waren ontstaan toen een overbrenging was beschadigd door versnellen van de supercharger van de betreffende motor. Daarnaast functioneerde het systeem om de spoed van de propeller te regelen ook niet goed: er ontstond een onbalans in de vlucht en de propeller is mogelijk daardoor afgescheurd. Na het ongeluk heeft de KLM de olieleidingen naar het propellersysteem veranderd om dergelijke problemen in toekomst te voorkomen.
Veel van de slachtoffers zijn begraven op de Bohemore begraafplaats in Galway.